# If I Never Knew You
If I Never Knew You è un singolo dell'album DisneyMania 4, dove dei cantanti eseguono le loro canzoni scelte dalla Disney. Premiato dalla Disney il 1º aprile 2006, è uscito il 4 aprile 2006. La canzone è di tipo pop ed è stata effettuata nel film Pocahontas della Walt Disney.

## Video musicale
Nel video musicale, le Cheetah Girls si preparano per andare ad un party, dove non faranno altro che ballare, cantare e parlare con i ragazzi e gli amici.
Il video è stato presentato in anteprima dalla Disney il 28 marzo 2006.

## Tracklist
1. If I Never Knew You
2. Radio Disney Interview

## Curiosità
- Le Cheetah Girls hanno girato il video poco prima di partire in Spagna per girare il film The Cheetah Girls 2.
- La canzone è stata cantata anche da Shanice e Jon Secada.